# Sachsen-Anhaltische Badmintonmeisterschaft
Sachsen-Anhaltische Badmintonmeisterschaften werden seit der Saison 1990/1991 ausgetragen. Die Premiere fand am 1. Dezember 1990 in der Polizeischule Aschersleben statt. Die Meisterschaften gingen aus den Bezirksmeisterschaften der ehemaligen DDR-Bezirke Halle und Magdeburg hervor. Die Titelkämpfe stellen die dritthöchste Meisterschaftsebene im Badminton in Deutschland dar und sind die direkte Qualifikation für die Norddeutschen Badmintonmeisterschaften.

## Titelträger
| Saison    | Herreneinzel                               | Dameneinzel                               | Herrendoppel                                                               | Damendoppel                                                               | Mixed                                                                      |
| --------- | ------------------------------------------ | ----------------------------------------- | -------------------------------------------------------------------------- | ------------------------------------------------------------------------- | -------------------------------------------------------------------------- |
| 1989 1990 | Uwe Behling (ESV Lok Magdeburg)            | Bettina Ertner (VfB Merseburg)            | Uwe Behling (ESV Lok Magdeburg) Michael Meitz (ESV Lok Magdeburg)          | Bettina Ertner (VfB Merseburg) Andrea Kotschote (VfB Merseburg)           | Matthias Brandt (VfB Merseburg) Bettina Ertner (VfB Merseburg)             |
| 1990 1991 | Matthias Brandt (VfB Merseburg)            | Bettina Ertner (VfB Merseburg)            | Fred Ihling (PSV Aschersleben) Ronald Schirdewahn (PSV Aschersleben)       | Kreller (VfB Preußen Greppin 1911) Kathrin Pfaue (PSV Aschersleben)       | Michael Meitz (ESV Lok Magdeburg) Katrin Rühe (ESV Lok Magdeburg)          |
| 1991 1992 | Uwe Strauch (PSV Aschersleben)             | Jana Prochaska (TSG Halle-Neustadt)       | Steffen Hefter (VfB Merseburg) Matthias Brandt (VfB Merseburg)             | Doreen Naßwetter (SV Lok Staßfurt) Astrid Trautwein (SV Lok Staßfurt)     | Uwe Strauch (PSV Aschersleben) Carola Moritz (PSV Aschersleben)            |
| 1992 1993 | Uwe Strauch (PSV Aschersleben)             | Jana Prochaska (TSG Halle-Neustadt)       | Steffen Hefter (VfB Merseburg) Matthias Brandt (VfB Merseburg)             | Doreen Naßwetter (SV Lok Staßfurt) Astrid Trautwein (SV Lok Staßfurt)     | Uwe Strauch (PSV Aschersleben) Carola Moritz (PSV Aschersleben)            |
| 1993 1994 | Matthias Brandt (VfB Merseburg)            | Jana Prochaska (TSG Halle-Neustadt)       | Steffen Hefter (VfB Merseburg) Matthias Brandt (VfB Merseburg)             | Beate Krummhaar (PSV Aschersleben) Carola Moritz (PSV Aschersleben)       | Uwe Strauch (PSV Aschersleben) Carola Moritz (PSV Aschersleben)            |
| 1994 1995 | Andreas Kreller (VfB Preußen Greppin 1911) | Jana Prochaska (TSG Halle-Neustadt)       | Uwe Strauch (PSV Aschersleben) Helmut Walther (PSV Aschersleben)           | Doreen Naßwetter (SV Lok Staßfurt) Astrid Trautwein (SV Lok Staßfurt)     | Uwe Strauch (PSV Aschersleben) Carola Moritz (PSV Aschersleben)            |
| 1995 1996 | Michael Patzschke (TSG Halle-Neustadt)     | Carolin Metzner (VfB Merseburg)           | Fred Ihling (PSV Aschersleben) Andreas Ebert (PSV Aschersleben)            | Carolin Metzner (VfB Merseburg) Bühliger (VfB Merseburg)                  | Uwe Strauch (PSV Aschersleben) Carola Moritz (PSV Aschersleben)            |
| 1996 1997 | Andreas Kreller (VfB Preußen Greppin 1911) | Daniela Planck (SV Eintracht Salzwedel)   | Michael Patzschke (TSG Halle-Neustadt) Uwe Trebstein (TSG Halle-Neustadt)  | Tina Langhammer (TSG Halle-Neustadt) Jana Prochaska (TSG Halle-Neustadt)  | Uwe Strauch (PSV Aschersleben) Carola Moritz (PSV Aschersleben)            |
| 1997 1998 | keine Daten                                | keine Daten                               | keine Daten                                                                | keine Daten                                                               | keine Daten                                                                |
| 1998 1999 | Michael Patzschke (TSG Halle-Neustadt)     | Tina Langhammer (TSG Halle-Neustadt)      | Martin Höppner (TSG Halle-Neustadt) Jens Langhammer (TSG Halle-Neustadt)   | Tina Langhammer (TSG Halle-Neustadt) Jana Prochaska (TSG Halle-Neustadt)  | Jens Langhammer (TSG Halle-Neustadt) Tina Langhammer (TSG Halle-Neustadt)  |
| 1999 2000 | Ha Nguyn (Blau-Weiß Dessau)                | Carolin Metzner (VfB Merseburg)           | Sebastian Jorde (VfB Merseburg) Alexander Jorde (VfB Merseburg)            | Nadine Fabianke (TSG Halle-Neustadt) Jana Prochaska (TSG Halle-Neustadt)  | Uwe Trebstein (TSG Halle-Neustadt) Jana Prochaska (TSG Halle-Neustadt)     |
| 2000 2002 | keine Daten                                | keine Daten                               | keine Daten                                                                | keine Daten                                                               | keine Daten                                                                |
| 2002 2003 | Sebastian Jorde (VfB Merseburg)            | Josephin Benndorf (VfB Merseburg)         | Sebastian Jorde (VfB Merseburg) Alexander Jorde (VfB Merseburg)            | Josephin Benndorf (VfB Merseburg) Sylvia Kresse (VfB Merseburg)           | Sebastian Jorde (VfB Merseburg) Josephin Benndorf (VfB Merseburg)          |
| 2003 2004 | Martin Höppner (TSG Halle-Neustadt)        | Carolin Metzner (VfB Merseburg)           | Martin Höppner (TSG Halle-Neustadt) Mathias Heilemann (TSG Halle-Neustadt) | Nadine Fabianke (VfB Merseburg) Jana Prochaska (TSG Halle-Neustadt)       | Martin Höppner (TSG Halle-Neustadt) Nadine Fabianke (TSG Halle-Neustadt)   |
| 2004 2005 | Sebastian Jorde (VfB Merseburg)            | Maria Müller (BV Stendal 97)              | Martin Höppner (TSG Halle-Neustadt) Mathias Heilemann (TSG Halle-Neustadt) | Nadine Fabianke (VfB Merseburg) Carolin Metzner (VfB Merseburg)           | Martin Höppner (TSG Halle-Neustadt) Nadine Fabianke (VfB Merseburg)        |
| 2005 2006 | Sven Mettin (VfB Merseburg)                | Maria-Victoria Wendt (Anhalt Bobbau)      | Matthias Brandt (VfB Merseburg) Sven Mettin (VfB Merseburg)                | Juliane Voß (SG Badminton Burg) Steffi Engelhardt (SG Badminton Burg)     | Matthias Brandt (VfB Merseburg) Lisa Baumgärtner (VfB Merseburg)           |
| 2006 2007 | Ronny Dubb (Anhalt Bobbau)                 | Franziska Geppert (SG Badminton Burg)     | Alexander Riemer (VfB Merseburg) Maximilian Riemer (VfB Merseburg)         | Carolin Metzner (VfB Merseburg) Nadine Fabianke (VfB Merseburg)           | Alexander Riemer (VfB Merseburg) Lisa Baumgärtner (VfB Merseburg)          |
| 2007 2008 | Ronny Dubb (BV Halle)                      | Kerstin Bernecker (VfB Merseburg)         | Martin Höppner (BV Halle) Ronny Dubb (BV Halle)                            | Elisa Busch (VfB Merseburg) Tina Langhammer (BV Halle)                    | Alexander Riemer (VfB Merseburg) Lisa Baumgärtner (VfB Merseburg)          |
| 2008 2009 | Martin Höppner (BV Halle)                  | Lisa Baumgärtner (VfB Merseburg)          | Hans Gebser (SG Badminton Burg) Robert Wudtke (SG Badminton Burg)          | Kerstin Bernecker (VfB Merseburg) Lisa Baumgärtner (VfB Merseburg)        | Alexander Riemer (VfB Merseburg) Lisa Baumgärtner (VfB Merseburg)          |
| 2009 2010 | Hans Gebser (SG Badminton Burg)            | Katrin Schuhmann (SG Badminton Burg)      | Hans Gebser (SG Badminton Burg) Martin Höppner (BV Halle)                  | Katrin Schuhmann (SG Badminton Burg) Juliane Voß (SG Badminton Burg)      | Franziskus Konkolewski (SG Badminton Burg) Juliane Voß (SG Badminton Burg) |
| 2010 2011 | Hans Gebser (SG Badminton Burg)            | Ann Dana Gottschalk (PSV Mansfelder Land) | Hans Gebser (SG Badminton Burg) Martin Höppner (BV Halle)                  | Melanie Brandt (BV Halle) Julia Prechtl (BV Halle)                        | Benjamin Riemer (VfB Merseburg) Kerstin Bernecker (VfB Merseburg)          |
| 2011 2012 | Hans Gebser (SG Badminton Burg)            | Juliane Voß (SG Badminton Burg)           | Hans Gebser (SG Badminton Burg) Martin Höppner (BV Halle)                  | Melanie Brandt (BV Halle) Julia Prechtl (BV Halle)                        | Hans Gebser (SG Badminton Burg) Katrin Schuhmann (SG Badminton Burg)       |
| 2012 2013 | Hans Gebser (SG Badminton Burg)            | Melanie Brandt (BV Halle)                 | Martin Höppner (BV Halle) Hans Gebser (SG Badminton Burg)                  | Melanie Brandt (BV Halle) Julia Prechtl (BV Halle)                        | Michael Meitz (BSV Magdeburg) Ann Dana Gottschalk (BSV Magdeburg)          |
| 2013 2014 | Hans Gebser (SG Badminton Burg)            | Isabelle Puchta (SV Lok Staßfurt)         | Hans Gebser (SG Badminton Burg) Franziskus Konkolewski (SG Badminton Burg) | Ann-Dana Gottschalk (BSV Magdeburg) Franziska Geppert (SG Badminton Burg) | Michael Meitz (BSV Magdeburg) Ann-Dana Gottschalk (BSV Magdeburg)          |
| 2014 2015 | Eric Aufzug (SV Lok Staßfurt)              | Maria Kuse (SV Lok Staßfurt)              | Eric Aufzug (SV Lok Staßfurt) Florian Siebold (SV Lok Staßfurt)            | Maria Kuse (SV Lok Staßfurt) Isabelle Puchta (SV Lok Staßfurt)            | Eric Aufzug (SV Lok Staßfurt) Isabelle Puchta (SV Lok Staßfurt)            |
| 2015 2016 | Hans Gebser (SG Badminton Burg)            | Maria Kuse (SV Lok Staßfurt)              | Alexander Jorde (VfB Merseburg) Florian Obereigner (VfB Merseburg)         | Maria Kuse (SV Lok Staßfurt) Marie Lücke (FSV Nienburg 1990)              | Eric Aufzug (SV Lok Staßfurt) Laura Surauf (SV Lok Staßfurt)               |
| 2016 2017 | Paul-Werner Dingethal (SV Lok Staßfurt)    | Melanie Brandt (BV Halle 06)              | Johannes Riehl (SV Anhalt Bobbau) Tobias Vogt (SV Anhalt Bobbau)           | Marie Lücke (FSV Nienburg) Luisa Radajewski (VfB Preußen Greppin 1911)    | Tobias Vogt (SV Anhalt Bobbau) Julia Prechtl (BV Halle 06)                 |
| 2017 2018 | Alexander Jorde (VfB Merseburg)            | Marie Lücke (SV Lok Staßfurt)             | Martin Wiedenhaupt (SV Anhalt Bobbau) Tobias Vogt (SV Anhalt Bobbau)       | Marie Lücke (SV Lok Staßfurt) Luisa Radajewski (VfB Preußen Greppin 1911) | Anton Buchholz (SV Lok Staßfurt) Marie Lücke (SV Lok Staßfurt)             |
| 2018 2019 | Paul-Werner Dingethal (SV Lok Staßfurt)    | Marie Lücke (SV Lok Staßfurt)             | Alexander Jorde (VfB Merseburg) Ronny Dubb (BV Halle 06)                   | Marie Lücke (SV Lok Staßfurt) Luisa Radajewski (VfB Preußen Greppin 1911) | Paul-Werner Dingethal (SV Lok Staßfurt) Marie Lücke (SV Lok Staßfurt)      |
| 2019 2020 | René Hübner (VfB Merseburg)                | Miriam Puchta (SV Lok Staßfurt)           | Alexander Jorde (VfB Merseburg) Marcel Heinz (VfB Merseburg)               | Katrin Schuhmann (1. BC Halle-Kröllwitz) Laura Surauf (SV Lok Staßfurt)   | Matthias Kaschel (SV Lok Staßfurt) Laura Surauf (SV Lok Staßfurt)          |
| 2020 2021 | nicht ausgetragen                          | nicht ausgetragen                         | nicht ausgetragen                                                          | nicht ausgetragen                                                         | nicht ausgetragen                                                          |
| 2022 2023 | Anton Buchholz (SV Lok Staßfurt)           | Wenwen Yang (SV Union Heyrothsberge)      | Alexander Jorde (VfB Merseburg) Armin Verchow (VfB Merseburg)              | Maxima Frances Paul(SV Lok Staßfurt) Emily Rick (SV Lok Staßfurt)         | Matteo Schinzel (SV Lok Staßfurt) Emily Rick (SV Lok Staßfurt)             |
| 2023 2024 | Tobias Vogt (SV Lok Staßfurt)              | Emily Dolezal (SV Lok Staßfurt)           | Matteo Schinzel (SV Lok Staßfurt) Armin Verchow (VfB Merseburg)            | Hien Anh Pham (BV Halle) Wenwen Yang (SV Union Heyrothsberge)             | Li Yang Yu (BV Halle) Hien Anh Pham (BV Halle)                             |
| 2024 2025 | Eric Aufzug (SV Lok Staßfurt)              | Emily Dolezal (SV Lok Staßfurt)           | Eric Aufzug (SV Lok Staßfurt) Anton Buchholz (SV Lok Staßfurt)             | Hien Anh Pham (BV Halle) Lena Nghiem (SV Eintracht Salzwedel)             | Li Yang Yu (BV Halle) Hien Anh Pham (BV Halle)                             |